# Ala Sulpicia

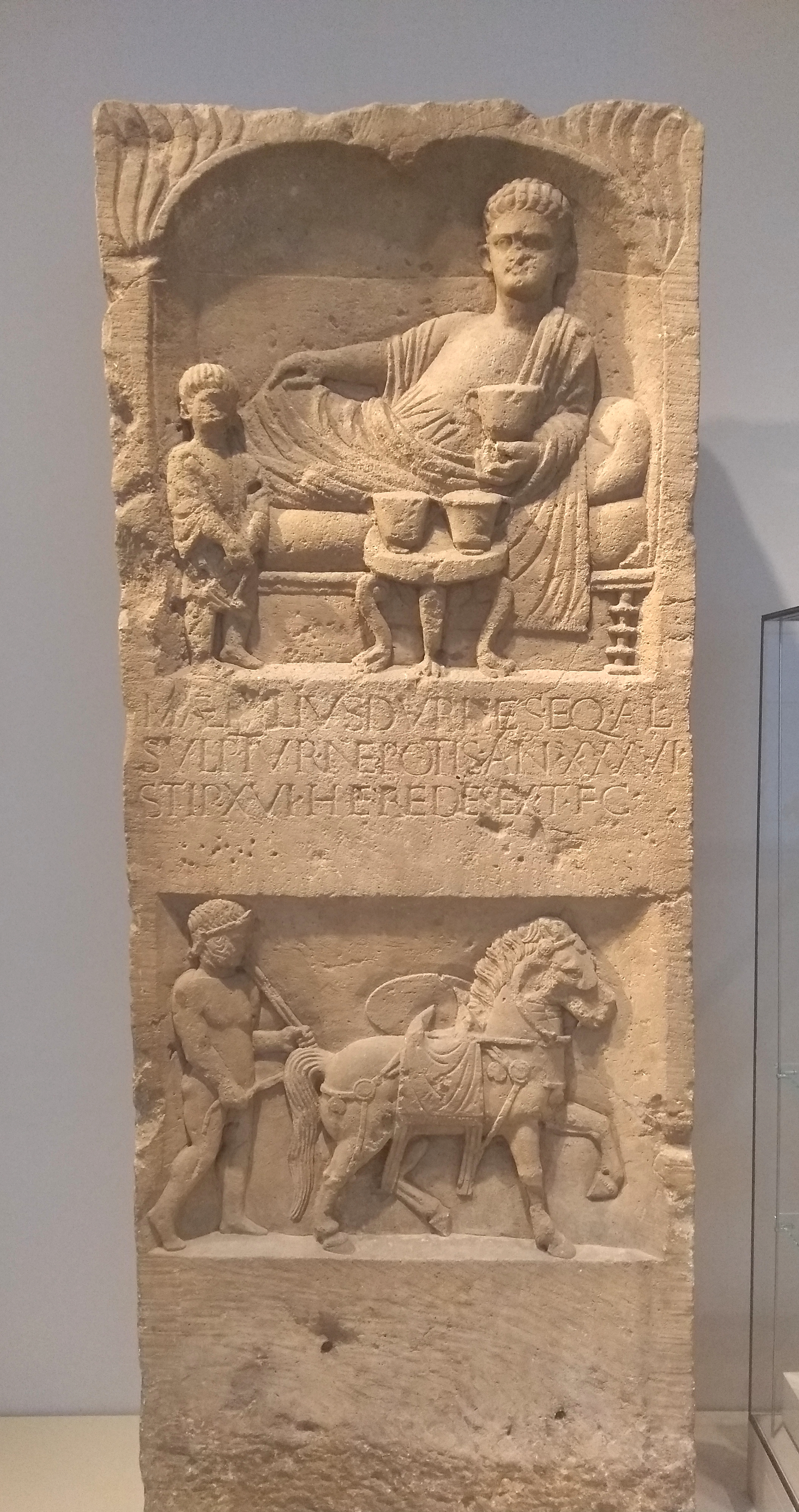
Der Grabstein des Soldaten Marcus Aemilius Durises; heute im Rheinischen Landesmuseum Bonn aufbewahrt

Die Ala Sulpicia [civium Romanorum] (deutsch Ala Sulpicia [der römischen Bürger]) war eine römische Auxiliareinheit. Sie ist durch Militärdiplome, Inschriften und einen Ziegelstempel belegt.

## Namensbestandteile
- Ala: Die Ala war eine Reitereinheit der Auxiliartruppen in der römischen Armee.

- Sulpicia: die Sulpicische bzw. des Sulpicius. Zur Herkunft des Namens siehe unten den Abschnitt Aufstellung und Name.

- civium Romanorum: der römischen Bürger.[A 1] Den Soldaten der Einheit war das römische Bürgerrecht zu einem bestimmten Zeitpunkt verliehen worden. Für Soldaten, die nach diesem Zeitpunkt in die Einheit aufgenommen wurden, galt dies aber nicht. Sie erhielten das römische Bürgerrecht erst mit ihrem ehrenvollen Abschied (Honesta missio) nach 25 Dienstjahren. Der Zusatz kommt in Militärdiplomen von 101 bis 152 sowie in zwei Inschriften[1] vor.

Da es keine Hinweise auf den Namenszusatz milliaria (1000 Mann) gibt, war die Einheit eine Ala quingenaria. Die Sollstärke der Ala lag bei 480 Mann, bestehend aus 16 Turmae mit jeweils 30 Reitern.

## Geschichte
Die Ala war in Germania inferior (zunächst im Heeresbezirk und danach in der späteren, gleichnamigen Provinz) stationiert. Sie ist auf Militärdiplomen für die Jahre 78 bis 152 n. Chr. aufgeführt.
Der Zeitpunkt, zu dem die Einheit aufgestellt wurde, ist umstritten (Siehe unten den Abschnitt Aufstellung und Name). Vermutlich nahm die Ala um 70 an der Niederschlagung des Bataveraufstands und um 77/78 an einem Feldzug gegen die Brukterer teil. Der erste Nachweis der Einheit in Germania inferior beruht auf einem Diplom, das auf 78 datiert ist. In dem Diplom wird die Ala als Teil der Truppen (siehe Römische Streitkräfte in Germania inferior) aufgeführt, die in dem Heeresbezirk stationiert waren. Weitere Diplome, die auf 101 bis 152 datiert sind, belegen die Einheit in der gleichnamigen Provinz.
Die Ala hielt sich wahrscheinlich um 89 nicht in der Provinz auf. Domitian (81–96) hatte den ihm treu gebliebenen römischen Streitkräften in Germania inferior nach der Niederschlagung des Aufstands von Lucius Antonius Saturninus die Ehrenbezeichnung pia fidelis Domitiana verliehen; dieser Zusatz ist bei der Einheit nicht nachgewiesen.
Der letzte Nachweis der Ala beruht auf einer Inschrift, die auf 187 datiert ist.

## Standorte
Standorte der Ala in Germania inferior waren möglicherweise:
| - Colonia Claudia Ara Agrippinensium (Köln): drei Inschriften wurden hier gefunden. - Gelduba (Krefeld-Gellep): | - Wesseling |

## Angehörige der Ala
Folgende Angehörige der Ala sind bekannt:

### Kommandeure
| - C(aius) Lavonicus A[]: er wird auf einem Diplom von 127 (AE 2010, 1865) als Kommandeur genannt. - Lucius Pompeius Faventinus, ein Präfekt | - Tiberius Antistius Marcianus, ein Präfekt - Tiberius Claudius Proculus Cornelianus, ein Präfekt |

### Sonstige
| - Diero: ein Diplom von 127 (AE 2010, 1865) wurde für ihn ausgestellt. - Longinus Biarta, ein Reiter (CIL 13, 8312) - M(arcus) Aemilius Durises, ein Reiter (CIL 13, 8311) | - Nepos, ein Decurio (CIL 13, 8311) - Ulpius Acutus, ein Duplicarius (CIL 13, 8185); er errichtete einen Weihestein für die Göttin Hariasa. |

## Aufstellung und Name
Für den Zeitpunkt der Aufstellung und für die Herkunft des Namens Sulpicia werden folgende Alternativen in Betracht gezogen:

### Aufstellung durch Galba im Jahr 68
Sueton gibt in seinem Werk De vita Caesarum (Galba 10, 2) an, dass Galba, dessen Gentilname Sulpicius lautete, als Statthalter in der Provinz Hispania Tarraconensis 68 n. Chr. zusätzlich zu den ihm unterstellten Truppen neue Einheiten aufstellen ließ.
Conrad Cichorius nahm an, dass die Einheit nach Galba benannt wurde und dass man den Namen Sulpiciana erwarten würde, falls sich der Name auf einen früheren Kommandeur beziehen würde. Laut John Spaul und Margaret M. Roxan nahmen Ernst Stein und Géza Alföldy an, dass die Einheit nach Galba benannt wurde. José Ignacio San Vicente geht davon aus, dass die Ala durch Galba im Jahr 68 aufgestellt wurde.
Roxan sieht die Aufstellung durch Galba im Jahr 68 als eine von drei möglichen Zeitpunkten für den Ursprung der Ala. Als Erklärung, warum die Einheit in dem Militärdiplom des Jahres 78 aufgeführt ist, kommen für sie in diesem Fall zwei Möglichkeiten in Betracht: entweder wurden bei der Aufstellung Angehörige anderer Einheiten abkommandiert, um als Kern der neuen Ala zu dienen oder es wurden zu einem späteren Zeitpunkt Soldaten aus anderen Einheiten versetzt, die dann 78 ihre reguläre Dienstzeit abgeleistet hatten.
Laut San Vicente wies Paul A. Holder auf zwei Unstimmigkeiten bzgl. der Aufstellung durch Galba hin: erstens das Militärdiplom des Jahres 78 und zweitens die Tatsache, dass die durch Galba neu aufgestellte Legion als Legio VII Galbiana bezeichnet wurde.

### Aufstellung zu einem anderen Zeitpunkt
Für Roxan kommen bzgl. der Aufstellung noch zwei andere Zeitpunkte in Betracht. Die erste Möglichkeit wäre, dass die Ala in der frühen Julisch-Claudischen Dynastie aufgestellt wurde und nach einem ihrer ersten Kommandeure benannt wurde; dies wäre die einfachste Erklärung, wenn nicht der Name Sulpicius eine historische Bedeutung hätte. Die andere Möglichkeit wäre, dass die Einheit am Anfang der Regierungszeit von Claudius (41–54) aufgestellt und nach Galba benannt wurde. In diesem Fall geschah die Aufstellung möglicherweise, nachdem Galba die Chatten besiegt hatte; die Aufstellung im Rheinland zu diesem Zeitpunkt wäre auch eine einfache Erklärung dafür, dass die Einheit in dem Militärdiplom des Jahres 78 aufgeführt ist.
Laut Jan Kees Haalebos bezweifelte Eric Birley die Aufstellung der Einheit durch Galba; Birley nahm an, dass die Ala Sulpicia aus einer Ala Thracum oder einer Ala Gallorum et Thracum entstanden sei. Laut Spaul ging Birley davon aus, dass ein Sulpicius einer der ersten Kommandeure der Einheit war. Spaul nimmt an, dass der Name Sulpicia auf den Imperator Galba zurückgeht und dass eine bereits existierende Ala Thracum durch Galba umbenannt wurde; dies würde auch erklären, warum die Einheit in dem Militärdiplom des Jahres 78 aufgeführt ist.
Laut San Vicente nahmen Historiker wie Cheesman bzw. Birley an, dass die Ala ursprünglich aus Galliern bzw. Thrakern aufgestellt wurde.